# Trans-Dimitile
La Trans-Dimitile est une épreuve de trail qui se court chaque année sur l'île de La Réunion, département d'outre-mer français dans le sud-ouest de l'océan Indien. Comme son nom l'indique, elle a lieu autour du Dimitile, sur le territoire de la commune de l'Entre-Deux. Elle est disputée chaque année depuis 1992.

## Palmarès

### Hommes
| Date | Athlète                                | Nationalité | Temps           |
| ---- | -------------------------------------- | ----------- | --------------- |
| 2022 | Fabrice Mithridate                     | France      | 3 h 03 min 46 s |
| 2021 | Alexandre Depeche                      | France      | 2 h 57 min 19 s |
| 2020 | annulée                                |             |                 |
| 2019 | Jean-Louis Robert                      | France      | 3 h 00 min 10 s |
| 2018 | Jeannick Boyer                         | France      | 2 h 59 min 05 s |
| 2017 | Juanito Lebon                          | France      | 3 h 03 min 49 s |
| 2016 | René-Paul Vitry                        | France      | 2 h 54 min 00 s |
| 2015 | René-Paul Vitry                        | France      | 2 h 55 min 23 s |
| 2014 | Gilles Bayard                          | France      | 2 h 57 min 51 s |
| 2013 | René-Paul Vitry                        | France      | 2 h 49 min 04 s |
| 2012 | René-Paul Vitry                        | France      | 2 h 48 min 29 s |
| 2011 | Patrice Payet                          | France      | 2 h 57 min 59 s |
| 2010 | Fabrice Armand                         | France      | 2 h 51 min 23 s |
| 2009 | Gerry Perrault                         | France      | 2 h 57 min 22 s |
| 2008 | Jerry Perrault                         | France      | 2 h 48 min 05 s |
| 2007 | Jerry Perrault                         | France      | 3 h 00 min 07 s |
| 2006 | Éric Lacroix                           | France      | 2 h 54 min 00 s |
| 2005 | Thierry Técher                         | France      | 3 h 00 min 18 s |
| 2004 | Yannis Grondin                         | France      | 2 h 53 min 10 s |
| 2003 | Jean-Pierre Lozange                    | France      | 2 h 50 min 05 s |
| 2002 | Dider Lebon                            | France      | 2 h 45 min 05 s |
| 2001 | Emmanuel Hoarau                        | France      | 2 h 48 min 45 s |
| 2000 | Emmanuel Hoarau                        | France      | 2 h 43 min 57 s |
| 1999 | Jean Yoland Maillot                    | France      |                 |
| 1998 | Willy Désiré                           | France      |                 |
| 1997 | Jerry Perrault                         | France      |                 |
| 1996 | Patrick Maffre                         | France      | 3 h 27 min 57 s |
| 1995 | Helmut Schmuck                         | Autriche    | 3 h 21 min 00 s |
| 1994 | Helmut Schmuck                         | Autriche    | 3 h 14 min 47 s |
| 1993 | Jean-Paul Payet                        | France      | 3 h 10 min 08 s |
| 1992 | Patrick Maffre et Fred Marie Françoise | France      |                 |

### Femmes
| Date | Athlète                | Nationalité      | Temps           |
| ---- | ---------------------- | ---------------- | --------------- |
| 2022 | Libéra Fontaine        | France           | 3 h 37 min 08 s |
| 2021 | Anais Leroy            | France           | 3 h 48 min 36 s |
| 2020 | annulée                |                  |                 |
| 2019 | Fleur Santos da Silva  | France           | 3 h 32 min 41 s |
| 2018 | Julie Rivière          | France           | 4 h 00 min 47 s |
| 2017 | Fleur Santos da Silva  | France           | 3 h 46 min 16 s |
| 2016 | Fleur Santos da Silva  | France           | 3 h 41 min 54 s |
| 2015 | Marie-Noëlle Bourgeois | France           | 3 h 38 min 54 s |
| 2014 | Anne-Cécile Delchini   | France           | 3 h 26 min 24 s |
| 2012 | Anne-Cécile Delchini   | France           | 3 h 43 min 19 s |
| 2013 | Fatima Hibon           | France           | 3 h 40 min 23 s |
| 2011 | Isabelle Roux          | France           | 3 h 42 min 55 s |
| 2010 | Maud Combarieu         | France           | 3 h 32 min 50 s |
| 2009 | Marcelle Puy           | France           | 3 h 43 min 47 s |
| 2008 | Maud Combarieu         | France           |                 |
| 2007 | Olivette Hoarau        | France           | 3 h 27 min 56 s |
| 2006 | Olivette Hoarau        | France           | 3 h 34 min 28 s |
| 2005 | Olivette Hoarau        | France           | 3 h 25 min 50 s |
| 2004 | Marcelle Puy           | France           | 3 h 18 min 05 s |
| 2003 | Olivette Hoarau        | France           | 3 h 28 min 42 s |
| 2002 | Olivette Hoarau        | France           | 3 h 17 min 11 s |
| 2001 | Olivette Hoarau        | France           | 3 h 14 min 18 s |
| 2000 | Olivette Hoarau        | France           | 3 h 16 min 14 s |
| 1999 | Elzie Emma             | France           |                 |
| 1998 | Megan Edhouse          | Nouvelle-Zélande |                 |
| 1997 | Isabelle Guillot       | France           |                 |
| 1996 | Olivette Hoarau        | France           |                 |
| 1995 | Isabella Moretti       | Suisse           | 3 h 47 min 21 s |
| 1994 | Martine Javerzac Payet | France           |                 |
| 1993 | Marcelle Puy           | France           |                 |
| 1992 | Chantal Dallenbach     | France           |                 |